# Leila Zelli
Leila Zelli (née à Téhéran en 1981) est une artiste visuelle multidisciplinaire qui vit et travaille au Canada.

## Biographie
Née à Téhéran en 1981, Leila Zelli a d'abord étudié les arts en Iran avant de s'installer à Montréal. Elle a étudié à l'Université du Québec à Montréal où elle a complété un baccalauréat en arts visuels et médiatiques en 2016, suivi d'une maîtrise en arts visuels et médiatiques en 2020.

## Démarche
Zelli est connu pour son travail qui explore le paradoxe de la vie dans les pays en guerre, tout particulièrement dans la région du Moyen-Orient,. Son travail inclut de la vidéo, la vidéo d'animation et le dessin. Puisant entre autres de ses expériences personnelles et de contenus repérés en ligne, le travail de Zelli décortique les référents culturels dans un regard féministe.

## Prix et collections
Leila Zelli est récipiendaire 2021 de la Bourse Claudine et Stephen Bronfman en art contemporain.
Ses œuvres font partie de plusieurs collections muséales, dont celle du Musée d'art contemporain de Montréal, de la collection du Musée des beaux-arts de Montréal et du Musée national des beaux-arts du Québec.
Depuis juillet 2022, Zelli est représentée par la galerie Pierre-François Ouellette art contemporain inc.
En 2023, elle est lauréate du prix Lynne-Cohen du Musée national des beaux-arts du Québec.